# Phreatia vaginata
Phreatia vaginata är en orkidéart som beskrevs av Rudolf Schlechter. Phreatia vaginata ingår i släktet Phreatia och familjen orkidéer. Inga underarter finns listade i Catalogue of Life.